# خليج أغو

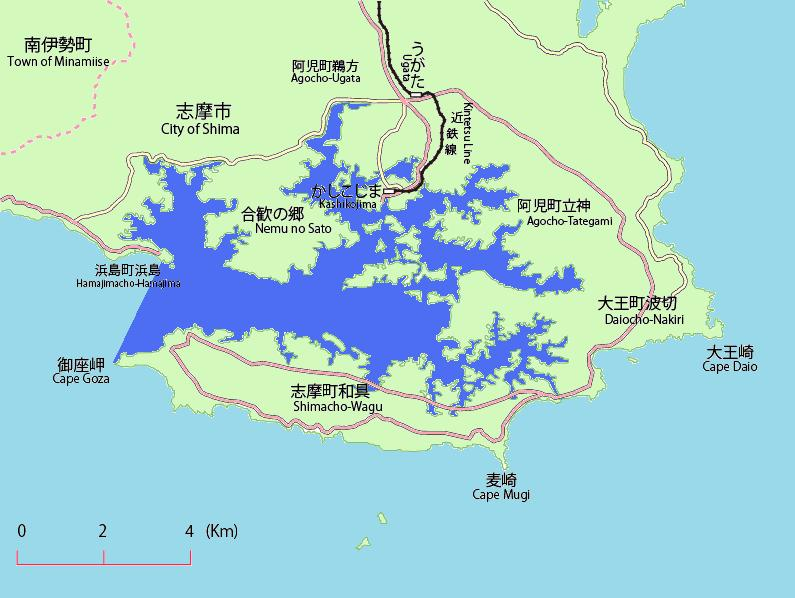
خريطة لخليج أغو

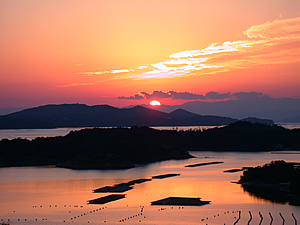
الشمس تغرب أسفل خليج أغو

خليج أغو (باليابانية: 英虞湾) هو خليج يقع في مدينة شيما، في محافظة ميه، اليابان. وهو جزء من منطقة ايسي-شيما.
الخليج معروف بجماله ومناظره الخلابة التي تجذب السائحين في كل سنة، وتمتد شبكة قطار مملوكة بواسطة كينتيتسو من أوساكا و ناغويا إلى جزيرة كايشوكو جيما، وهي جزيرة تقع في الخليج.
تم زرع اللؤلؤ لأول مرة في هذا الخليج بواسطة ميكيموتو كويتشي في عام 1893م.

## روابط خارجية
إحداثيات: 34°17′02″N 136°47′23″E / 34.283792°N 136.789722°E